# Мількірам
Мількірам (*д/н — бл. 756 до н. е.) — цар міста-держави Тір близько 774—756 роках до н. е.

## Життєпис
Відомий за 6 написами, знайденими в Німруді, де згадується цей тірський цар. Ще один напис з ім'ям Мількірама виявлено на посудині під час археологічних розкопок в Самарії.
Походження його достеменно невідоме. За однією версією був сином або онуком царя Пум'ятона, за іншою — якимось родичем Закарбаала. Посів трон близько 774 року до н. е. Спочатку продовжив політику попередника, але внаслідок потужного походу ассирійського царя Ашшур-дана III близько 770 року до н. е. вимушен був визнати зверхність останнього.
У 763 році до н. е. скористався складностями у ассирійців фактично здобув незалежність, став затримувати данину на роки. Помер близько 756 року до н. е. Йому спадкувал Ітобаал II.